# Embolemus apertus
Embolemus apertus (лат.) — вид хризидоидных ос рода Embolemus из семейства Embolemidae. Эндемики Бразилии (Сан-Пауло и Парана, Южная Америка). Мелкие паразитоиды (длина тела 4 мм, длина переднего крыла — 3,5 мм). Основная окраска желтовато-коричневая. Голова, мезосома и передняя часть метасомы темно-каштановая, усики, клипеус, жвалы, щупики, тегулы, ноги и задняя часть метасомы желтоватые с мелкими чёрными пятнами на тегулах, жилки крыльев до темно-каштанового. От близких видов отличаются открытыми дискоидальными крыловыми ячейками.